# Marie Zehetmaier

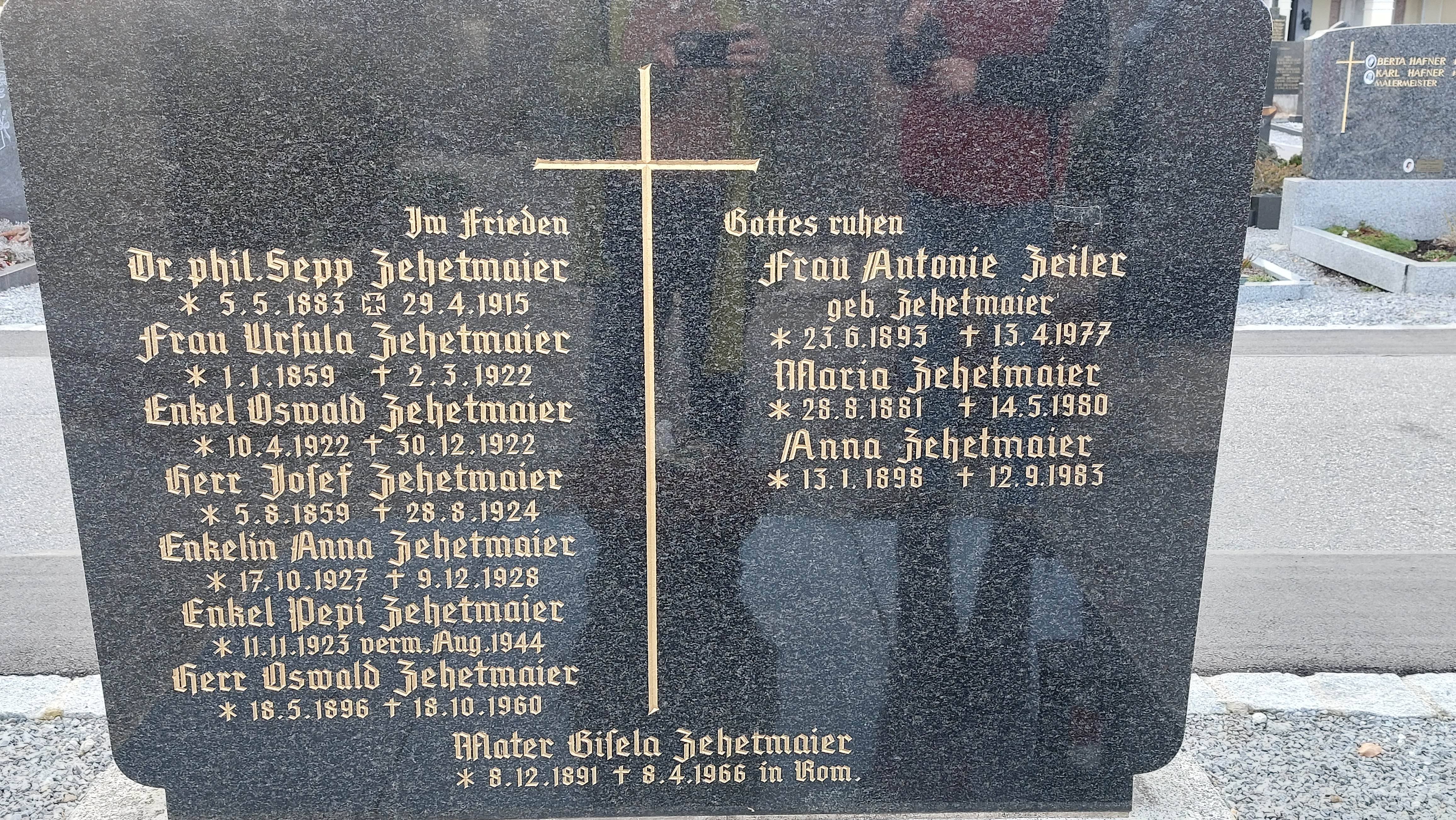
Familiengrab Zehetmaier/Leuprecht

Marie Zehetmaier (* 28. August 1881 in Bad Aibling; † 14. Mai 1980 ebenda) war eine deutsche Friedensaktivistin.

## Herkunft und Ausbildung
Marie Zehetmaier wurde 1881 in der Hofmühle in Thürham bei Bad Aibling geboren und verbrachte bis zu ihrem Tod 1980 viele Jahre in der kleinen Stadt. Sie stammt aus einer katholischen Fuhrunternehmerfamilie und wuchs mit sechs Geschwistern auf; sie gründete selbst keine eigene Familie. Nachdem sie u. a. die Volksschule der englischen Fräulein und die Höhere Töchterschule in Wasserburg besucht hatte, ging sie im Herbst 1899 nach Griechenland, wo sie sechseinhalb Jahre als Erzieherin tätig war. Nebenbei absolvierte sie ein Privatstudium und lernte Latein. Danach bereitete sie sich ab März 1906 privat auf die Reifeprüfung vor, die sie ein Jahr später erfolgreich ablegte. Sie studierte anschließend Mathematik und Physik in München und Jena, verdiente sich nebenbei ihr Geld als Privatlehrerin und legte 1911 die Erste Lehramtsprüfung ab. Seit 1914 unterrichtete sie in München an wechselnden höheren Mädchenschulen, u. a. am späteren Luisengymnasium.

## Erster Weltkrieg
Früh engagierte sich Marie Zehetmaier für die Friedensbewegung. In einem Brief schrieb sie schon am 24. Oktober 1914:

„Frauen Europas, deutsche Frauen, wie lange könnt Ihr dieses Wehgeschrei, das von allen Schlachtfeldern in Eure Seele dringt, noch hören? Wie lange könnt Ihr das Bewußtsein noch ertragen, daß alles was menschlicher Erfindungsgeist ersonnen, in beispielloser Rohheit zur Vernichtung von Menschenleben darangesetzt wird? Wie lange werdet Ihr es noch als selbstverständlich, als ganz in Ordnung finden, daß Eure Brüder grundlos, nutzlos draußen verbluten: denn dieser Krieg hat keinen Sinn mehr!! Geht in die Lazarette und laßt Euch von den wenigen Überlebenden sagen, daß das kein Krieg mehr ist, sondern Schlächterei. Denkt daran, daß alles Große sich gegen Gewalt fruchtlos durchsetzte, bis die Gewalt weichen mußte.“

Am 29. April 1915 starb ihr ältester Bruder: Er erlag in einem Kriegslazarett den Verletzungen, die er bei einem Bombenangriff erlitten hatte. Marie fühlte sich in ihrem Pazifismus bestätigt und rief zu Aktionen gegen den Krieg und den Sittenverfall auf. Entsetzt über das unmoralische Morden, Heldentod genannt, verschickte sie Aufrufe gegen Krieg und Sittenverfall an „Ihre Majestät, die Königin von Bayern“, Kettenbriefe „An die deutschen Frauen und Frauenvereine“ und protestierte gegen die Einschränkung ihrer als einzig richtig erkannten pazifistischen Aufklärungsarbeit.
Ihr Aktivismus wurde vom Kriegsministerium beobachtet und mit Drohungen, Hausdurchsuchungen, Vorladungen und wiederholten Schutzinhaftierungen geahndet. Da sich Marie Zehetmaier aber von solchen Maßnahmen nicht beeindrucken ließ, wurde ihr 1916 endgültig jegliche "pazifistische Betätigung" verboten. Vorladungen vor das Kriegsministerium, Verwarnungen und Verbot einer weiteren Verbreitung ihrer Schriften beirrten sie nicht.
1917 inspizierte ein Beauftragter des Kultusministeriums ihren Unterricht, da das Kriegsministerium sie gerne aufgrund ihrer pazifistischen Bestrebungen vom Lehramt entfernt hätte. Bereits 1917 lief der erste Antrag des Kriegsministeriums auf Entfernung der Zehetmaier aus dem Lehramt aufgrund politischer Bestrebungen. Sie wurde 1917 schließlich "wegen Kriegsvergehens" angeklagt, aufgrund ihrer "Unzurechnungsfähigkeit" jedoch freigesprochen und im Mai 1917 für die Dauer des Krieges in die Irrenanstalt nach Eglfing (heute Haar) eingewiesen.

## Zwischenkriegszeit
Nach dem Ersten Weltkrieg leistete sie weiterhin Friedensarbeit: Zu diesem Zweck arbeitete sie auch mit anderen widerständlerischen Frauen wie zum Beispiel Constanze Hallgarten zusammen. Die Frauen konnten mit Unterstützung des "Münchner Friedenskartells" und der Katholischen Kirche eine Ausstellung zusammenstellen. 1926 und 1927 war sie unter immensem Arbeitseinsatz als Sekretärin des "Münchener Friedenskartells" maßgeblich an der Idee, der Planung und der Gestaltung der Ausstellung "Friedensbewegung und Friedensarbeit in allen Ländern" in München beteiligt. Sie wurde im Asamsaal der Sendlingerstrasse in München zum ersten Mal präsentiert. Vor allem in der ausländischen Presse fand die Ausstellung großen Anklang.

## Zeit des Nationalsozialismus
Anfang der 1930er-Jahre verließ Marie Zehetmaier Deutschland, um erneut zunächst nach Griechenland und dann nach Frankreich auszuwandern. Dort erlebte sie die Machtübernahme Adolf Hitlers. 1934 kehrte Marie Zehetmaier aus dem französischen Exil nach Deutschland zurück und wurde mehrmals in Schutzhaft genommen. Dass sie trotz empörter Eingaben an die Behörden und scharfer Proteste gegen ihre Gefangennahme für die Dauer des Krieges als „unheilbare Pazifistin“ (so lautet eine Kanzleinotiz auf ihrem Befreiungsgesuch vom 20. August 1942) in der Heil- und Pflegeanstalt Gabersee interniert wurde, rettete ihr vermutlich das Leben.
Nach dem Krieg nahm sie unter bescheidenen Lebensbedingungen die Arbeit für ihre Überzeugung wieder auf. 1980 starb sie 99-jährig in ihrem Heimatort. Sie liegt begraben im Familiengrab der Familien Zehetmaier und Leuprecht auf dem Friedhof in Bad Aibling.

## Ehrungen
In ihrem Heimatort Bad Aibling wurde eine Straße nach Marie Zehetmaier benannt.

## Ausstellungen
- Marie Zehetmaier – Die erste Aiblinger Pazifistin, 2003, Gymnasium Bad Aibling

## Werke
- Requiem: Ein Mahnwort an die Frauen der Kulturnationen von einer Trauernden. 1916–1919. Weinaug, Barsinghausen, 1919